# Nelspruit
Nelspruit er en by i Sydafrika med ca 200.000 indbyggere. Den er hovedstad i Mpumalanga-provinsen.
Byen er beliggende ca 90 kilometer vest for grænsen til Mozambique og ca. 330 kilometer øst for Johannesburg.